# Werner Nüesch
Werner Nüesch (* 1904; † 1954) war ein Schweizer Leichtathlet, spezialisiert auf das Kugelstossen und den Diskuswurf.
Nüesch trat bei den Olympischen Spielen 1924 im Kugelstossen und im Diskuswurf an. Im Kugelstossen belegte er in der Qualifikation mit 12,45 Meter den 21. Platz, nur die ersten sechs Stosser erreichten das Finale. Im Diskuswurf wurde er 16. mit 38,205 Meter.
Vier Jahre später bei den Olympischen Spielen in Amsterdam nahm Nüesch nur am Kugelstossen teil. Mit 13,77 Meter wurde er Zehnter der Qualifikation.
Nüesch startete 1924 für den TV Balgach und 1928 für den FC Zürich.

## Bestleistungen
- Kugel: 14,17 Meter am 8. Juli 1928 in Genf[4]
- Diskus: 40,68 Meter im Jahr 1935

## Fussnoten
1. ↑  Kugelstossen 1924 in der Datenbank von Olympedia.org (englisch), abgerufen am 28. Februar 2025.
2. ↑  Diskuswurf 1924 in der Datenbank von Olympedia.org (englisch), abgerufen am 28. Februar 2025.
3. ↑  Kugelstossen 1928 in der Datenbank von Olympedia.org (englisch), abgerufen am 28. Februar 2025.
4. ↑  Schweizer Rekorde bei swiss-athletics.ch (Seite 5 der PDF-Datei)

| Personendaten    | Personendaten          |
| ---------------- | ---------------------- |
| NAME             | Nüesch, Werner         |
| KURZBESCHREIBUNG | Schweizer Leichtathlet |
| GEBURTSDATUM     | 1904                   |
| STERBEDATUM      | 1954                   |